# Sphaenothecus maccartyi
Sphaenothecus maccartyi là một loài bọ cánh cứng trong họ Cerambycidae.